# Юрченко Ігор Петрович
І́гор Петро́вич Ю́рченко — солдат, Збройні сили України, учасник російсько-української війни.

## Біографія
Мобілізований 4 серпня 2014-го, до 30-ї бригади мобілізувалися і два молодші його брати. Радіотелеграфіст, 1-ше розвідувальне відділення 3-го взводу 2-ї роти, 54-й окремий розвідувальний батальйон.
17 листопада 2014-го загинув біля спостережного поста поблизу Новоорлівки (Шахтарський район) під час надання допомоги та евакуації поранених: на вибухівці підірвався «Урал-169» навчального центру. Вояки вирушили на поміч екіпажу, Ігор наразився на вибуховий пристрій, зазнав численних поранень, несумісних з життям. Помер на руках у брата — військовика того ж батальйону.
Без Ігоря залишились дружина та 9-річна донька.
Похований у Народичах 20 листопада.

## Нагороди та вшанування
За особисту мужність і героїзм, виявлені у захисті державного суверенітету та територіальної цілісності України, вірність військовій присязі під час російсько-української війни, відзначений — нагороджений
- 27 червня 2015 року — орденом «За мужність» III ступеня.
- 2015 року провулок Медиків у Попільні перейменовано на провулок Ігоря Юрченка